# Björn Werner
Björn Werner (* 30. August 1990 in Berlin) ist ein ehemaliger deutscher American-Football-Spieler auf der Position des Defensive Ends. Er spielte für die Indianapolis Colts in der National Football League (NFL). Heute ist Björn Werner als Football-Experte bei RTL sowie als Football-Podcast-Produzent und Markenbotschafter der Colts aktiv.
Nach seiner aktiven Karriere wurde Werner Co-Produzent der Serie The American Football Dream, in der deutsche Football-Talente vorgestellt werden. Darüber hinaus ist er seit der Football-Saison 2019/2020 zweimal wöchentlich im Podcast „Football Bromance“ zu hören. Im April 2025 nahm er als Kandidat am Promi-Spezial der RTL-Show Du gewinnst hier nicht die Million bei Stefan Raab teil.
Von September 2021 bis September 2024 war Werner Miteigentümer und Sportdirektor von Berlin Thunder – einer Mannschaft aus der European League of Football (ELF).

## Karriere

### Jugend
Werner, der in seiner Schulmannschaft, den Herrmann Schulz Untouchables, gespielt hatte, gehörte zunächst der Jugend der Berlin Adler an. Später ging Werner in die USA und spielte für die High School von Salisbury, Connecticut. Er wurde in die Weltauswahl „The World“ berufen, die im Vorfeld des Pro Bowls am 30. Januar 2010 in Fort Lauderdale gegen eine Auswahl von amerikanischen High-School-Spielern antrat.

### College
Björn Werner wurde vom etablierten Sportunternehmen Scout.com mit vier von fünf Sternen eingestuft und bekam Angebote von 13 Universitäten, die College Football auf höchster Ebene spielen. Werner entschied sich im Februar 2010, für die „Seminoles“ der Florida State University zu spielen.
In seinem ersten College-Jahr, als sogenannter „Freshman“, wurde Werner in allen 14 Spielen eingesetzt. Dabei erzielte er 20 Tackles, davon sechs für Raumverlust, sowie 3,5 Sacks. Zudem bekam er eine Auszeichnung für seinen guten Notendurchschnitt und wurde im Frühjahr 2011 als wichtigster Abwehrspieler seiner Mannschaft ausgezeichnet.
Zu Beginn der Saison 2011 verursachte Werner, der im College die Rückennummer 95 trug, beim Gegner einen Fumble. Am dritten Spieltag spielten seine Seminoles, die nach zwei Siegen als fünftbeste College-Mannschaft eingestuft wurden, gegen die an Nr. 1 gesetzten Oklahoma Sooners. Werner war dabei einer der besten Defensivspieler seiner Mannschaft, führte die Wertung „Tackles for Loss“ an, u. a. durch einen Sack an Landry Jones, der erstmals seit 2009 auf weniger als 200 Yards Raumgewinn beschränkt wurde. Die Defense der Seminoles konnte dadurch trotz Verletzungen wichtiger Angriffsspieler das Spiel lange offenhalten, verlor aber am Ende 23:13. Im Spielbericht seiner Mannschaft wurde Werners Leistung ebenso hervorgehoben wie durch TV-Kommentatoren, die die Rolle des Deutschen als Leistungsträger mit der von Dirk Nowitzki verglichen. Im vierten Spiel verloren die Seminoles gegen die Clemson Tigers der Clemson University, wobei Werner einen Ball abfing und 25 Yards zum Touchdown zurücktrug. Da der Ball nicht vorwärts geworfen worden war, wurde dies später in den Statistiken als eroberter Fumble statt als Interception eingestuft. Beim 38:7-Sieg in Boston eroberte Werner am 5. November unter anderem einen verlorenen Ball und fing einen Pass ab, woraufhin er von den Fans der Florida State University als erster Abwehrspieler zum Most Valuable Player (MVP) des Spiels gewählt wurde.

### NFL

#### Indianapolis Colts

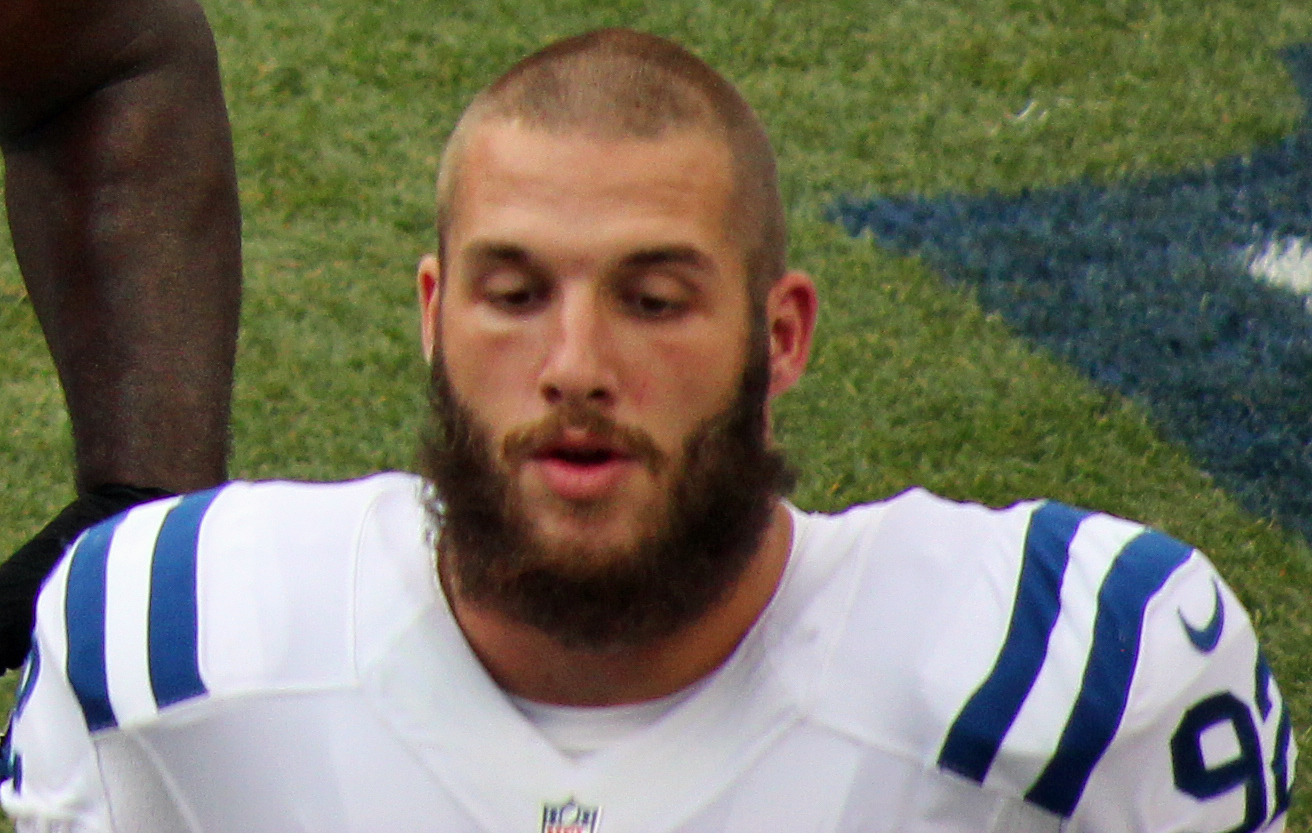
Björn Werner im September 2014

Am 25. April 2013 wurde Björn Werner in der ersten Runde des NFL Drafts als 24. Spieler von den Indianapolis Colts ausgewählt. Damit ist er der erste deutsche American-Football-Spieler, der in der ersten Runde des Auswahlverfahrens verpflichtet wurde. Trotz einer Fußverletzung und einer Umstellung auf die Position des Outside Linebackers bestritt er 13 der 16 Spiele der Regular Season und trug mit 18 Tackles sowie 2,5 Sacks dazu bei, dass die Indianapolis Colts in der Saison mit 11:5 Siegen ihre Division gewannen und die Play-offs erreichten.
In der Saison 2014 rückte Werner für den verletzten Robert Mathis in die Stammformation, hatte beim Spiel gegen die Baltimore Ravens zum ersten Mal zwei Sacks in einem Spiel und besiegelte den Sieg gegen die Houston Texans mit einem Sack, der zum spielentscheidenden Ballverlust vom Quarterback der Texans, Ryan Fitzpatrick, führte. Mit den Colts schaffte es Werner wieder in die Play-offs. Nach Siegen gegen die Cincinnati Bengals und die Denver Broncos, in denen er beide Male in der Startelf der Defense stand, wurde Werner vor der 7:45-Niederlage gegen die New England Patriots überraschend aus dem Kader gestrichen.
Nachdem Werner in der Saison 2015 in zehn weiteren Partien eingesetzt worden war, folgte am 8. März 2016 die Entlassung. Bis zu diesem Zeitpunkt hatte er insgesamt 38 Spiele für die Colts bestritten, 16 Mal gehörte er dabei zum Startaufgebot.

#### Jacksonville Jaguars
Am 11. Mai 2016 unterschrieb Werner einen Vertrag bei den Jacksonville Jaguars. Dort wechselte er zurück auf die Position des Defensive Ends. Im Zuge ihrer Kaderreduzierung entließen die Jacksonville Jaguars Björn Werner am 30. August noch während der Preseason.

#### Rücktritt
Am 15. Januar 2017 gab Werner während der NFL-Livesendung von ran Football zum Spiel zwischen den Seattle Seahawks und den Atlanta Falcons auf Sat.1 bekannt, dass er seine aktive Karriere beendet. Als Grund für den Rücktritt vom aktiven Sport gab er seine Knie an, die die Belastungen der Sportart nicht mehr aushielten.

## Privatleben
Nachdem Björn Werner seine Karriere als aktiver Footballer live im deutschen TV für beendet erklärte, zog er aus den Vereinigten Staaten (USA) zurück nach Deutschland. Werner ist verheiratet, das Paar wohnt mit zwei Töchtern und zwei Söhnen in Brandenburg. Gemeinsam mit Patrick Esume produziert er den Podcast Football Bromance und treibt die Popularität des American Football in Deutschland voran.
Mit seiner Non-Profit-Organisation Gridiron Imports versucht Werner Nachwuchstalenten aus aller Welt den Sprung in den amerikanischen High-School- bzw. College-Football zu ermöglichen.

## Werke
- mit Nils Weber: My American Football Dream. Edel Distribution, Hamburg 2020, ISBN 978-3-8419-0735-6.